# Kalpastatin
Kalpastatin je protein koji je kod ljudi kodiran CAST genom.
Protein kodiran ovim genom je endogeni inhibitor kalpaina (kalcijum-zavisne cisteinske proteaze). On se sastoji od N-terminalnog domena L i četiri ponavljajuća kalpain-inhibitorna domena (domeni 1-4). Ovaj protein učestvuje u proteolizi amiloidnog prekurzornog proteina. Kalpain/kalpastatinski sistem učestvuje u brojnim membranskim fuzionim procesima, kao što su neuralno vezikularna egzocitoza i agregacija trombocita i crvenih krvnih zrnaca. Smatra se da ovaj protein takođe utiče na nivoe izražavanja gena koji kodiraju strukturne i regulatorne proteine. Poznato je nekoliko alternativno splajsovanih transkriptnih varijanti ovog gena, mada oni nisu u potpunosti ispitani.

## Literatura
- Murachi T (1989). „Intracellular regulatory system involving calpain and calpastatin.”. Biochem. Int. 18 (2): 263—94. PMID 2548504.
- Lee WJ, Ma H, Takano E,  . (1992). „Molecular diversity in amino-terminal domains of human calpastatin by exon skipping.”. J. Biol. Chem. 267 (12): 8437—42. PMID 1569094.
- Adachi Y, Ishida-Takahashi A, Takahashi C,  . (1991). „Phosphorylation and subcellular distribution of calpastatin in human hematopoietic system cells.”. J. Biol. Chem. 266 (6): 3968—72. PMID 1995645.
- Inazawa J, Nakagawa H, Misawa S,  . (1991). „Assignment of the human calpastatin gene (CAST) to chromosome 5 at region q14----q22.”. Cytogenet. Cell Genet. 54 (3-4): 156—8. PMID 2265559. doi:10.1159/000132982.
- Uemori T, Shimojo T, Asada K,  . (1990). „Characterization of a functional domain of human calpastatin.”. Biochem. Biophys. Res. Commun. 166 (3): 1485—93. PMID 2407243. doi:10.1016/0006-291X(90)91035-Q.
- Maki M, Bagci H, Hamaguchi K,  . (1989). „Inhibition of calpain by a synthetic oligopeptide corresponding to an exon of the human calpastatin gene.”. J. Biol. Chem. 264 (32): 18866—9. PMID 2553724.
- Murachi T, Takano E, Maki M,  . (1990). „Cloning and expression of the genes for calpains and calpastatins.”. Biochem. Soc. Symp. 55: 29—44. PMID 2559735.
- Asada K, Ishino Y, Shimada M,  . (1991). „cDNA cloning of human calpastatin: sequence homology among human, pig, and rabbit calpastatins.”. J. Enzym. Inhib. 3 (1): 49—56. PMID 2577276. doi:10.3109/14756368909030363.
- Pontremoli S, Salamino F, Sparatore B,  . (1989). „Characterization of the calpastatin defect in erythrocytes from patients with essential hypertension.”. Biochem. Biophys. Res. Commun. 157 (3): 867—74. PMID 2849943. doi:10.1016/S0006-291X(88)80955-0.
- Mimori T, Suganuma K, Tanami Y,  . (1995). „Autoantibodies to calpastatin (an endogenous inhibitor for calcium-dependent neutral protease, calpain) in systemic rheumatic diseases.”. Proc. Natl. Acad. Sci. U.S.A. 92 (16): 7267—71. PMC 41320 . PMID 7638179. doi:10.1073/pnas.92.16.7267.
- Després N, Talbot G, Plouffe B,  . (1995). „Detection and expression of a cDNA clone that encodes a polypeptide containing two inhibitory domains of human calpastatin and its recognition by rheumatoid arthritis sera.”. J. Clin. Invest. 95 (4): 1891—6. PMC 295733 . PMID 7706496. doi:10.1172/JCI117870.
- Wei SG, Wang LF, Miao SY,  . (1995). „Expression of the calpastatin gene segment during spermiogenesis in human testis: an in situ hybridization study.”. Arch. Androl. 34 (1): 9—12. PMID 7710300. doi:10.3109/01485019508987826.
- Wang LF, Wei SG, Miao SY,  . (1994). „Calpastatin gene in human testis.”. Biochem. Mol. Biol. Int. 33 (2): 245—51. PMID 7951045.
- Schwarz-Benmeir N, Glaser T, Barnoy S, Kosower NS (1995). „Calpastatin in erythrocytes of young and old individuals.”. Biochem. J. 304 (2): 365—70. PMC 1137502 . PMID 7998969.
- Fujitani K, Kambayashi J, Sakon M,  . (1997). „Identification of mu-, m-calpains and calpastatin and capture of mu-calpain activation in endothelial cells.”. J. Cell. Biochem. 66 (2): 197—209. PMID 9213221. doi:10.1002/(SICI)1097-4644(19970801)66:2<197::AID-JCB7>3.0.CO;2-L.
- Wang KK, Posmantur R, Nadimpalli R,  . (1998). „Caspase-mediated fragmentation of calpain inhibitor protein calpastatin during apoptosis.”. Arch. Biochem. Biophys. 356 (2): 187—96. PMID 9705209. doi:10.1006/abbi.1998.0748.
- Han Y, Weinman S, Boldogh I,  . (1999). „Tumor necrosis factor-alpha-inducible IkappaBalpha proteolysis mediated by cytosolic m-calpain. A mechanism parallel to the ubiquitin-proteasome pathway for nuclear factor-kappab activation.”. J. Biol. Chem. 274 (2): 787—94. PMID 9873017. doi:10.1074/jbc.274.2.787.
- Ishikawa H, Nakagawa Y, Shimizu K,  . (2000). „Inflammatory cytokines induced down-regulation of m-calpain mRNA expression in fibroblastic synoviocytes from patients with osteoarthritis and rheumatoid arthritis.”. Biochem. Biophys. Res. Commun. 266 (2): 341—6. PMID 10600505. doi:10.1006/bbrc.1999.1819.

## Spoljašnje veze
- The MEROPS online database for peptidases and their inhibitors: LI27.001[мртва веза]